# Regensburgi Egyetem
A Regensburgi Egyetem (németül: Universität Regensburg) egy állami kutatóegyetem Bajorország Regensburg középkori városában, amely az UNESCO Világörökség része. 1962. július 18-án alapította a bajor Landtag, Bajorország negyedik teljes jogú egyetemeként. Az 1965-ös áttörést követően az egyetem az 1967–68-as téli szemeszterben hivatalosan is megnyílt a hallgatók előtt, kezdetben jog- és üzlettudományi valamint filozófiai karoknak adott otthont. 1968 nyári szemeszterében megalakult a teológiai fakultás. Jelenleg tizenegy karral rendelkezik.
Az egyetem aktívan részt vesz az Európai Unió Szókratész-programjában, valamint számos TEMPUS-programban. Leghíresebb oktatója, Joseph Ratzinger (XVI. Benedek pápa) 1977-ig szolgált itt professzorként, aki formálisan ma is megtartja teológiai katedráját.

## Története
A 15. század vége óta szorgalmazták egyetem létrehozását Regensburgban. 1487-ben IV. Albert bajor herceg és a regensburgi városi tanács kérvényt intézett VIII. Ince pápához, hogy alapítson egyetemet a városban. Az ötlet gazdasági okok miatt meghiúsult. 1562-ben Matthias Flacius horvát protestáns reformátor ismét egyetem létrehozását szorgalmazta a városban, azzal érvelve, hogy egy regensburgi egyetem elterjeszti a reformáció eszméit a szláv országokban. Protestáns értelmiségiek 1633-ban ismét megpróbáltak egyetemet alapítani, bár próbálkozásukat megakadályozták a II. Ferdinánd német-római császár parancsára érkező császári csapatok. A második világháború végét követően Kelet-Bajorországban érintett értelmiségiek és akadémikusok egy csoportja létrehozta az Egyetem Barátainak Egyesületét (Verein der Freunde der Universität Regensburg e. V.) 1948-ban, egyetem létrehozását szorgalmazva Regensburg és a Felső-Pfalz régióban. Az egyesület 1962-ben sikerrel járt, amikor a bajor Landtag engedélyezte az egyetem létrehozását.

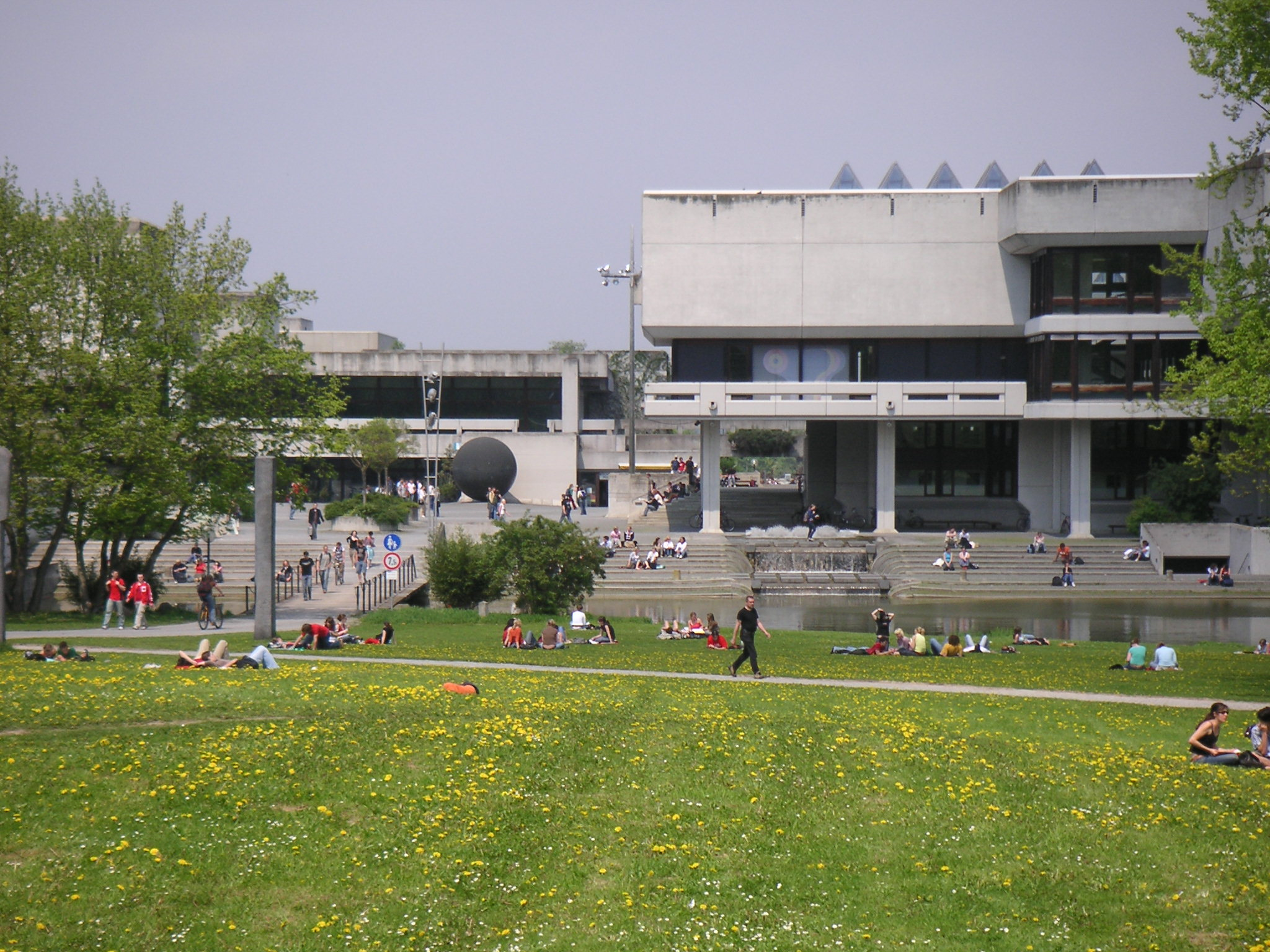
Campus és könyvtár

Az építkezés a hivatalos alapkőletétellel kezdődött 1965. november 20-án. Az első előadások az 1967-es téli szemeszterben kezdődtek, a Jog- és Üzlettudományi meg a Filozófiai karokkal. A következő évben megnyílt a Katolikus Teológiai Kar. 1967-ben az egyetem tizenkét karra bővült, beleértve az orvostudományt, a biológiát, a pszichológiát és a kémiát. A Német Kutatói Szövetség erősen támogatott számos kutatási projektet az egyetemen, köztük a biokémia és a mikrobiológia területén.
Az egyetem leghíresebb oktatója Joseph Ratzinger, aki 1969-től tanított egészen addig, amíg 1977-ben bíborossá és müncheni érsekké ki nem nevezték. 2006-ban, egy évvel pápává választása után XVI. Benedek visszatért az Egyetemre, egy rendkívül vitatott előadásra, amellyel az egyetem nemzetközi figyelmet kapott. Az emeritus pápát továbbra is az egyetem professzoraként tartják nyilván.
Egy másik híres korábbi oktató, Karl Stetter 1980 és 2002 között az Archaea Központ és a Mikrobiológiai Tanszék vezetőjeként dolgozott. Felfedezései között szerepelt a Pyrococcus furiosus 1986-ban, az Aquifex aeolicus, az Aquifex pyrophilus és a Nanoarchaeum equitans 2002-ben.

## Helyszín és személyzet
A teljes egészében egy központi campuson található egyetem Regensburg belvárosától délre, egy kis lejtőn, a Dunától délre, közvetlenül a Regensburgi Alkalmazott Tudományok Egyeteme és az A3-as autópálya mellett. Maga az egyetem 150 hektár területből áll. 
A kapcsolódó egyetemi klinikát is beleértve, a Regensburgi Egyetem körülbelül 4200 alkalmazottat foglalkoztat, köztük 312 professzort, és több mint 20 000 diákot oktat (2015. nyári tanév). Az egyetem hírnevét és vonzerejét növeli a 2000 éves Regensburg városa, s annak festői vidéke, a Donautal (Duna-völgy), a sok bár és a közeli Bajor-erdő magaslatai. A pezsgő kulturális élet a városban és az egyetemen egyaránt, és remek kikapcsolódási lehetőségeket kínál a számos közeli tó is.

## Karok
Az egyetem tizenegy karból áll:
- Katolikus Teológiai Kar
- Jogi Kar

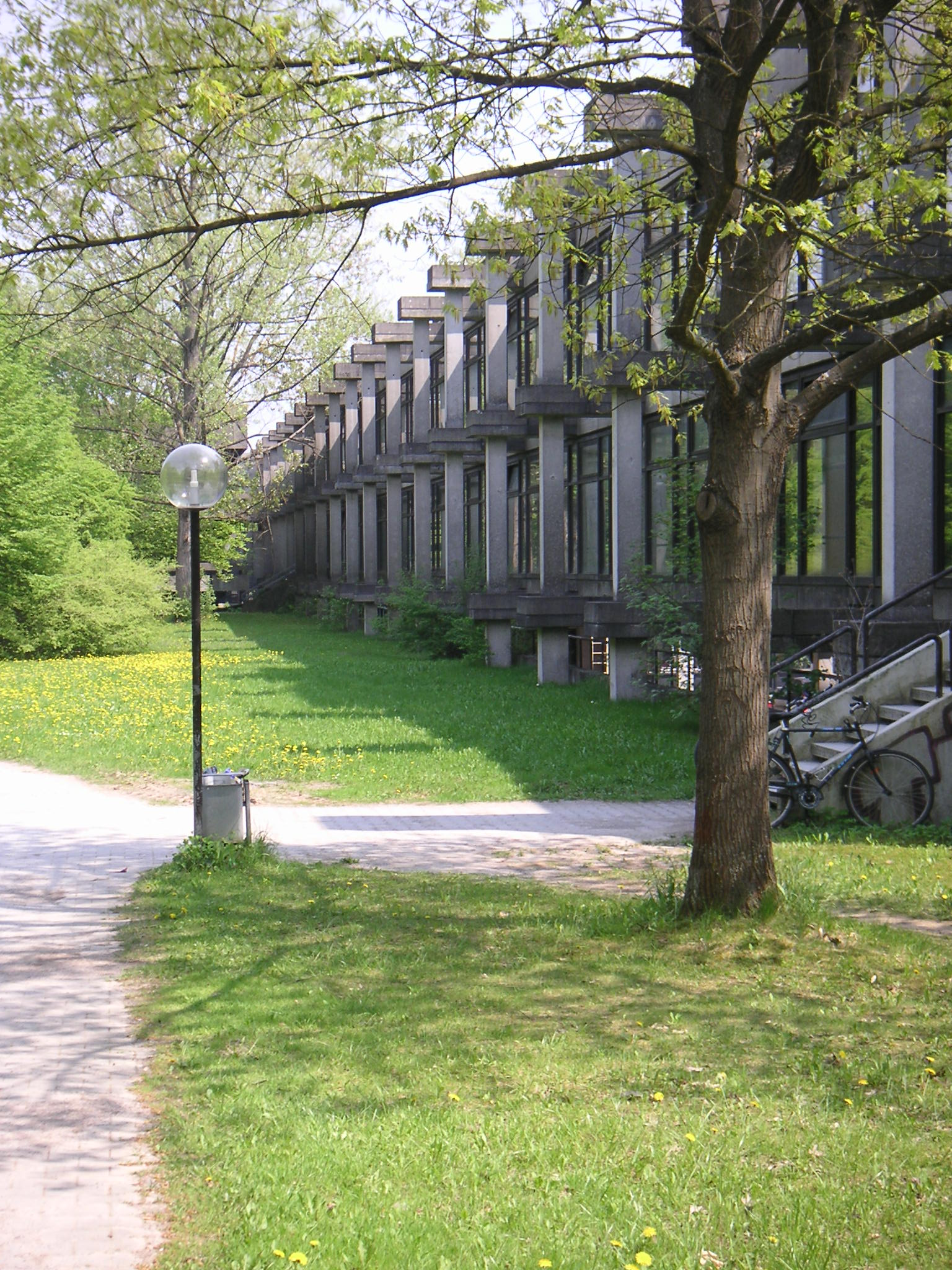
Fizikai Kar

- Gazdálkodási, Gazdaságtudományi és Vezetési Információs Rendszerek Kar
- Orvosi Kar
- Filozófiai, Művészettörténeti, Történeti és Bölcsészettudományi Kar
- Pszichológiai, Pedagógiai és Sporttudományi Kar
- Nyelv-, Irodalom- és Kultúra Kar
- Matematika Kar
- Fizika Kar
- Biológiai és Preklinikai Orvostudományi Kar
- Kémiai és Gyógyszerésztudományi Kar

2010. március 31-én Regensburg polgármestere hivatalos kérelmet nyújtott be a bajor kormányhoz, hogy még egy Műszaki Egyetem is létesüljön Regensburgba. Addig is, a szükséges intézkedéseket megelőzően, a meglévő egyetem kaphatna egy Műszaki Kart, amilyennel néhány bajor egyetem rendelkezik, például az Erlangen-Nürnbergi Egyetem. Mindenesetre a regensburgi egyetem számára is lenne értelme ilyen kar bővítésének, hiszen a városban és környékén számos gépipari cég működik.

## Képek

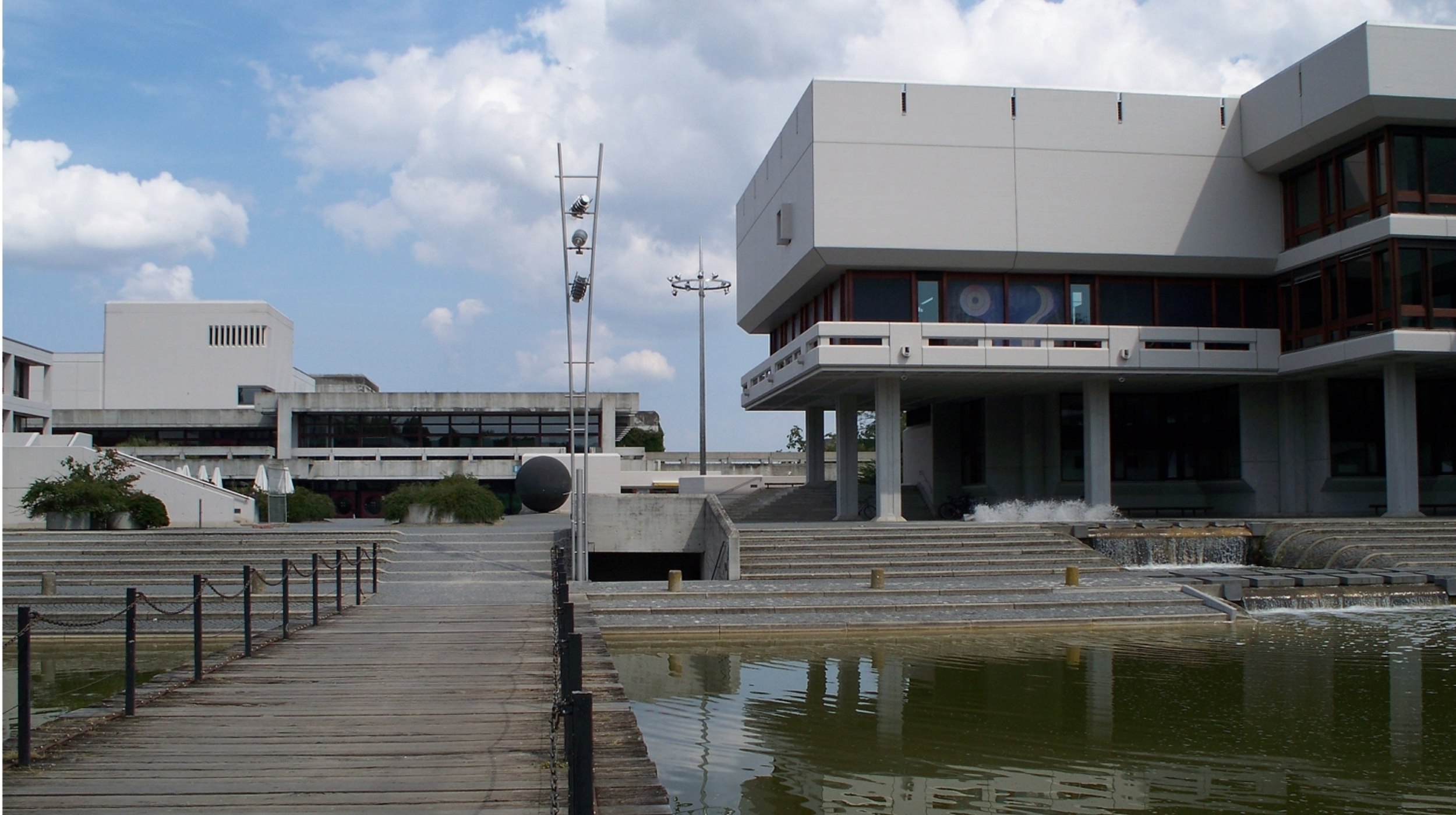
A campus foruma 2009-ben
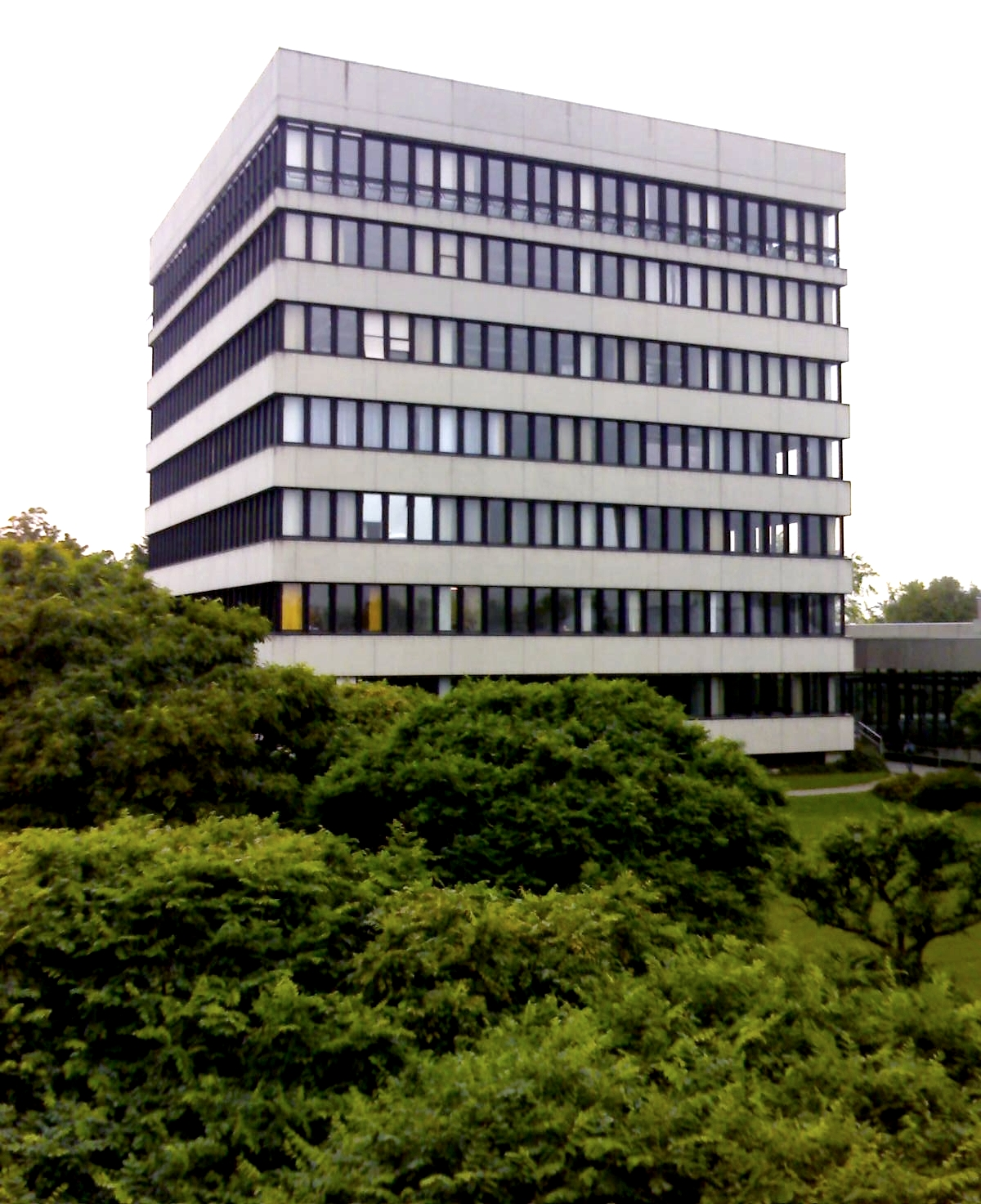
A régi közigazgatási épület
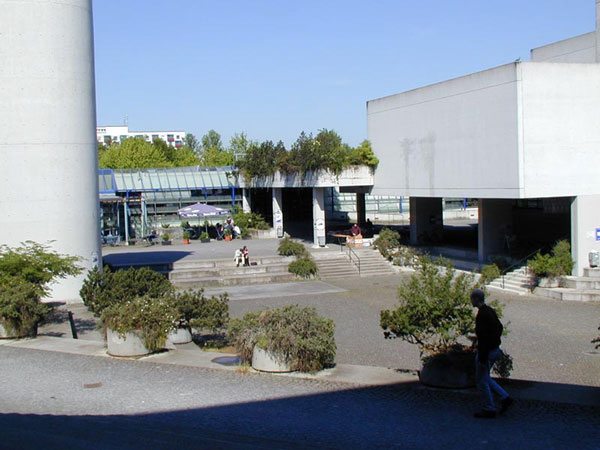
Az egyetemi menza
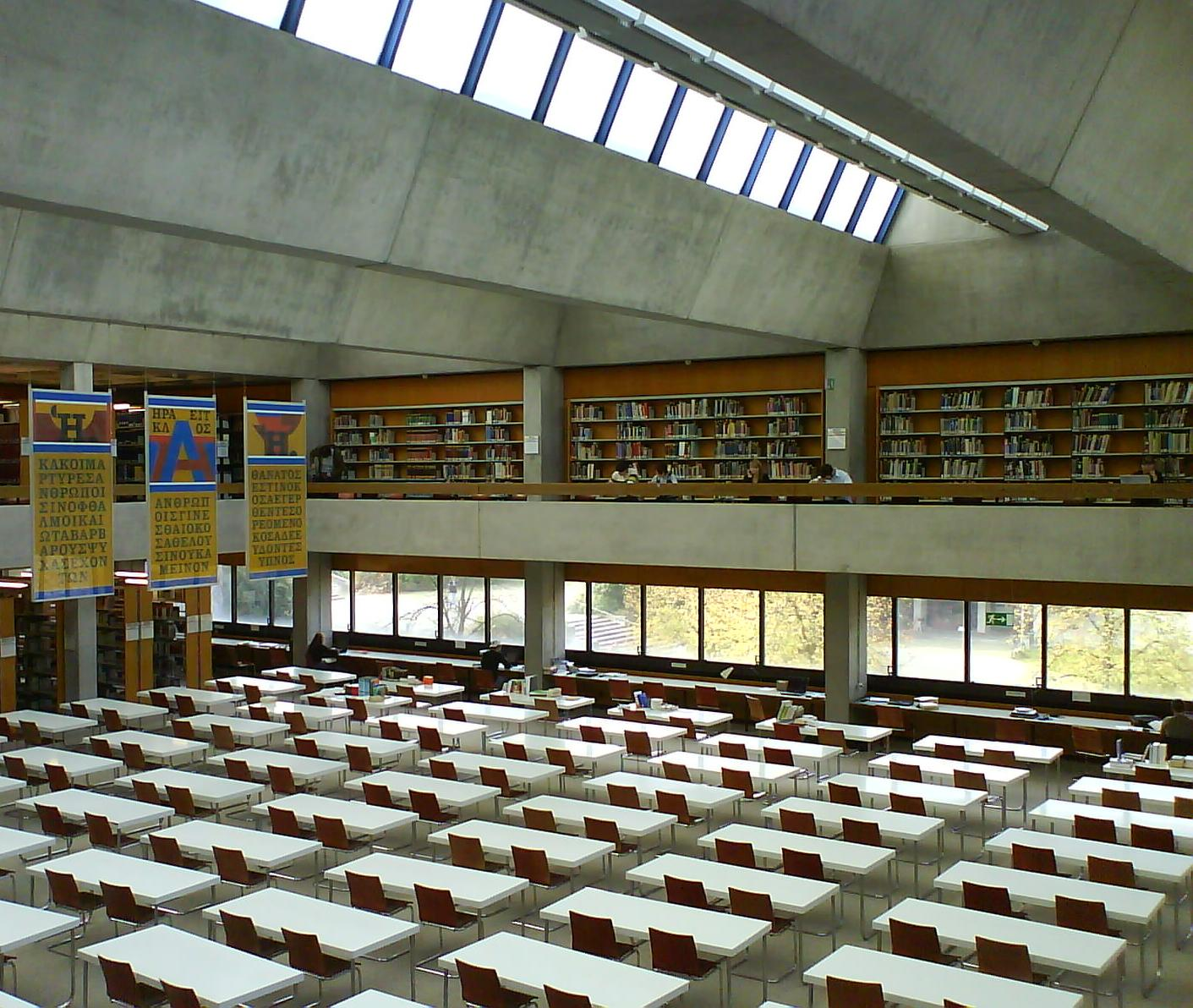
Library Philosophicum 2
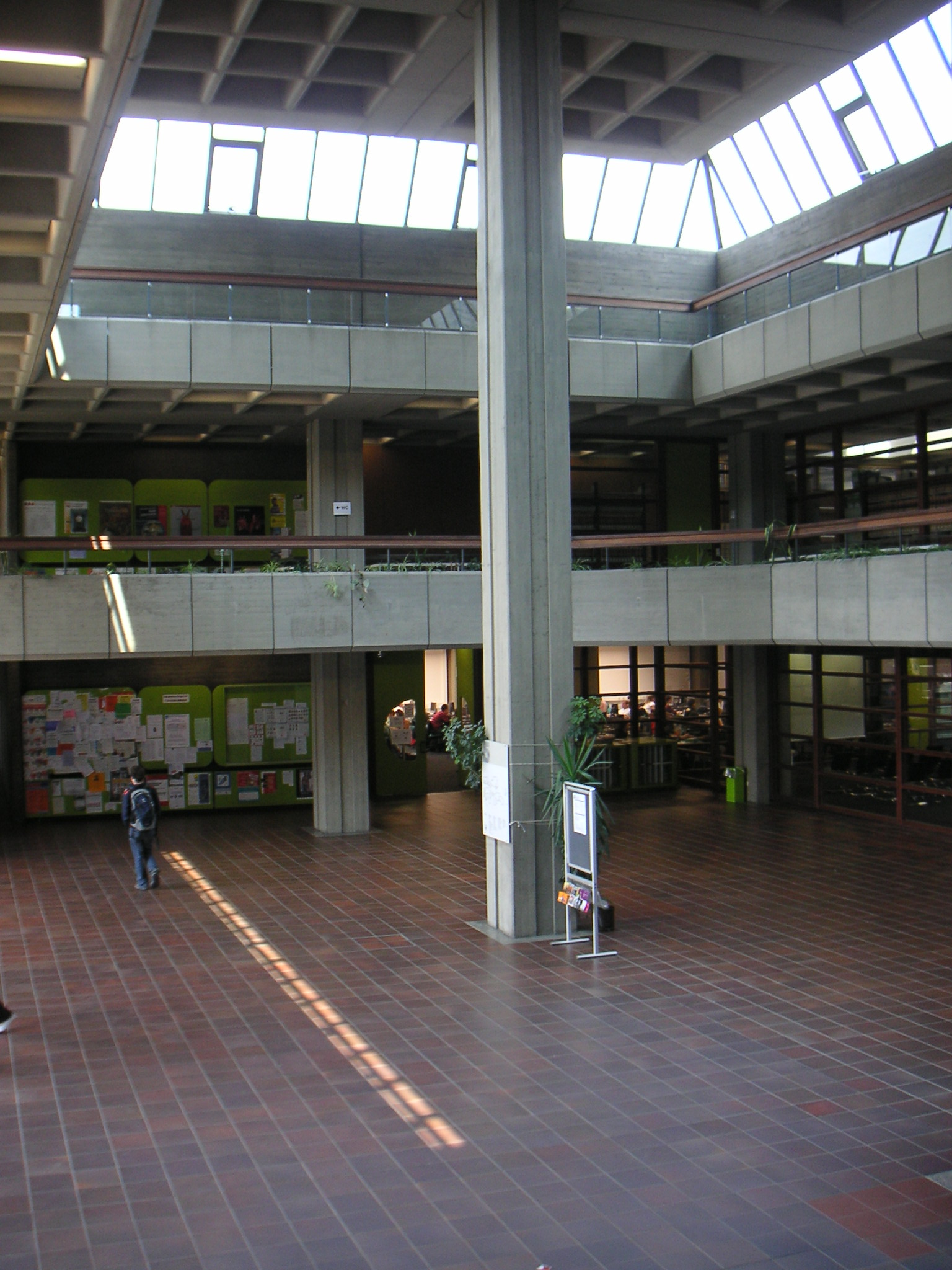
A könyvtár aulája
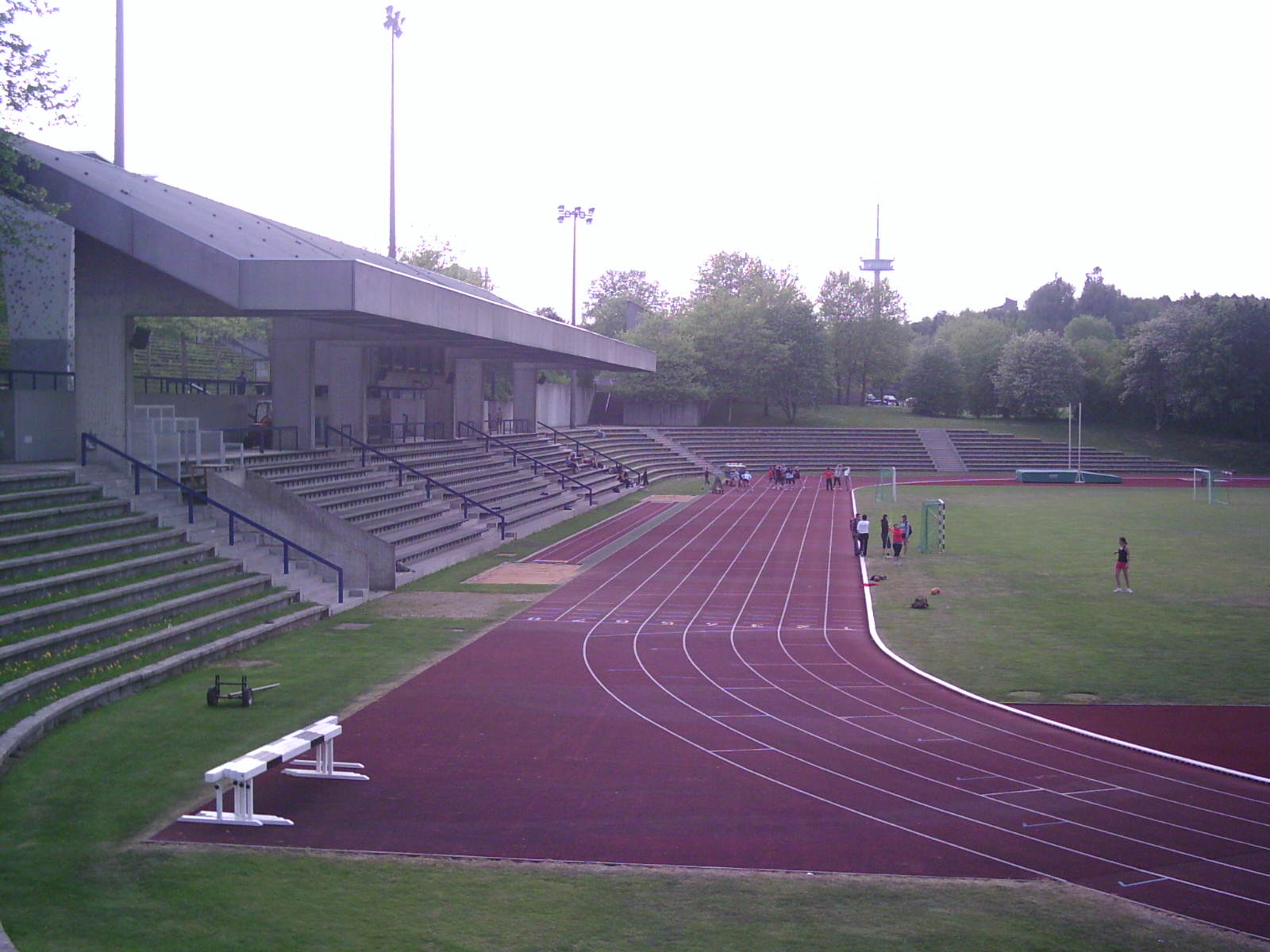
Atlétikai pálya és lelátó
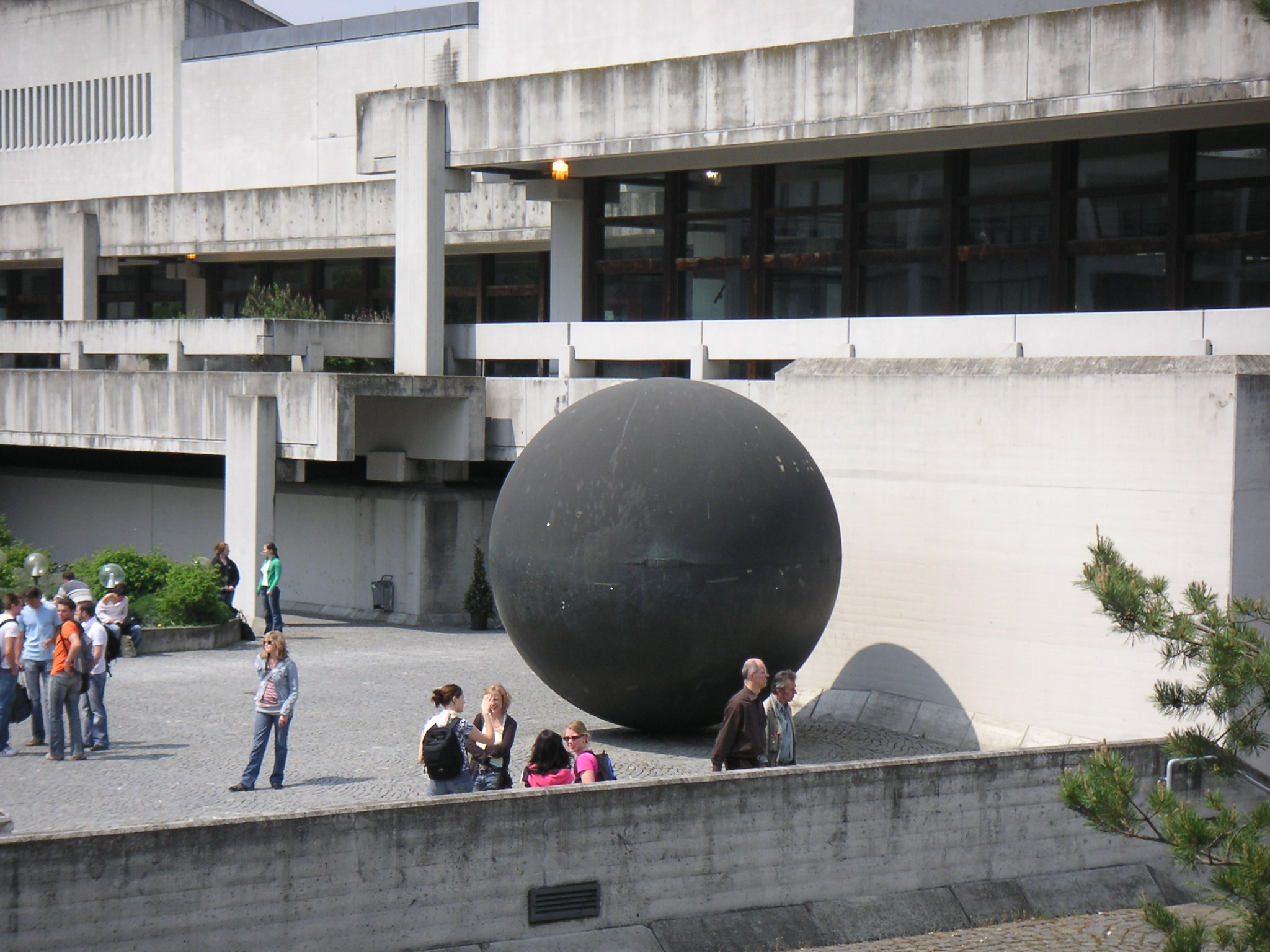
Golyószobor
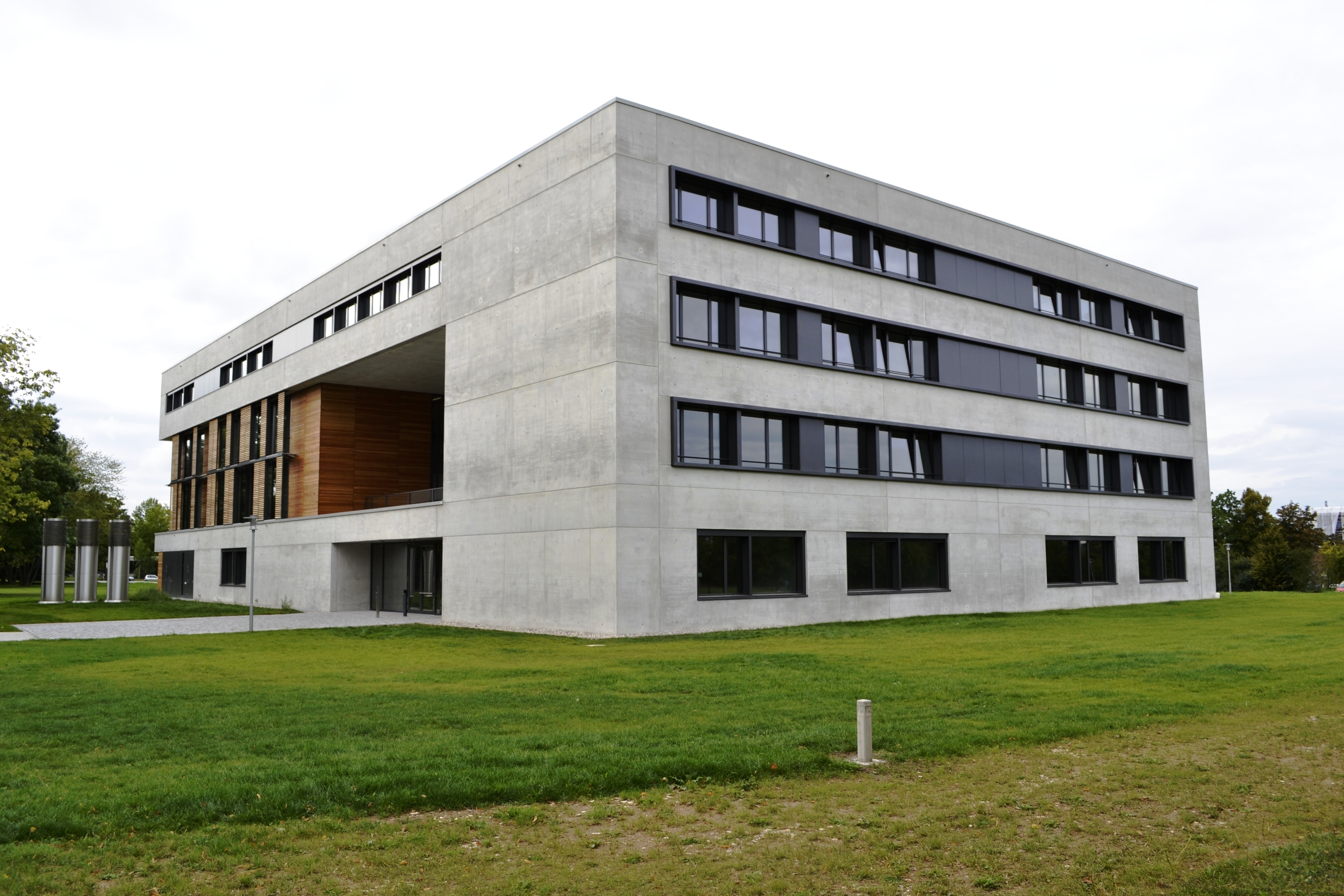
A Vielberth-épület, a gazdasági kar

## Diplomafokozatok
Az egyetem tizenegy karával a hagyományos képzési programok széles skáláját alkalmazza. Ez volt az egyik első német egyetem, amely a bolognai folyamat mintái szerinti moduláris képzési programokat 2000 óta az alap- és mesterképzésben bevezette. A legtöbb tárgyból doktori fokozat is szerezhető.
A tudományterületeken átívelő együttműködés, a kulcskompetenciák erősítése, a projektorientáció és a rugalmas képzési program jellemzi ezeket az új szakokat, amelyek számos modern karrierlehetőségre készítik fel a hallgatókat. A nemzetközi joghallgatók számára az egyetem LLM-et ajánl a német jogban. Minden hallgatónak, szakirányától függetlenül, számos olyan programot kínál, amelyek kiegészíthetik fő tanulmányi területüket. Ezek közé tartozik az adatfeldolgozás, az általános nyelvtanfolyamok, a szaknyelvi (üzleti, jogi stb.), a szóbeli előadás- és kommunikációs kurzusok, valamint az interkulturális kommunikációs program.

## Kutatás
Kiemelt tevékenységi területei a természettudományok (matematika, fizika, élettudományok, kémia és gyógyszerészet), a humán tudományok (történelem, filológia) és az orvostudomány. A Német Kutatói Szövetség (DFG) jelenleg két kollaboratív kutatóközpontot szponzorál (az SFB 1085 „Magasabb invariánsok – kölcsönhatások az aritmetikai geometria és a globális elemzés között” a Matematikai Karon és a CRC/Transregio 55 "Hadron Physics from Lattice QCD" a Fizika Karon), valamint négy kutatóegységet és öt interdiszciplináris mesterkollégiumot. Az egyetem jóval több mint 30 európaimuniós projektben vesz részt.
A DFG friss dokumentációja szerint az egyetem fizika kara 2009-ben Bajorországban az első, Németországban a harmadik helyen végzett az anyagi támogatás tekintetében. Ezen túlmenően a kar nagyenergiájú fizika tudósai nagy, speciális számítógépükkel (QPACE) egy nagy nemzetközi együttműködés központját alkotják a terület alapelméletére, a kvantumkromodinamikára vonatkozóan.
Csehországgal közös egykori vasfüggönyhatárához közeli földrajzi elhelyezkedése miatt az egyetem hídnak tekinti magát. Kelet és Nyugat-Európa között. Az Europaeum partnereivel együttműködve a Regensburgi Egyetem interdiszciplináris központot hozott létre a közép-, kelet- és délkelet-európai országok minden vonatkozásával kapcsolatos kutatás és oktatás számára. Kelet-Európára összpontosítva a Regensburgi Egyetem olyan diplomákat kínál mint a délkelet-európai és a kelet-európai tanulmányok. Az egyetem ad otthont a Bajor Egyetem Közép-, Kelet- és Délkelet-Európáért Központjának (BAYHOST), amely a régió és Bajorország egyetemei közötti együttműködés elmélyítésén dolgozik. Szorosan együttműködik más, Kelet-Európára fókuszáló intézményekkel a városban, így többek között a Kelet- és Délkelet-európai Tanulmányok Intézetével, az Ostrechti Intézettel (Kelet-Európai Jogi Intézet) és a magyar intézettel, amelyek mind a regensburgi kompetenciaközpont részét képezik.

## Rangsor
A Regensburgi Egyetem a világ legjobb 400 egyeteme közé tartozik:
- QS World University Ranking 2014: 395.[8]
- A világegyetemek tudományos rangsora 2013: 301–400.[9]
- Főiskolák és egyetemek rangsorai 2014: 338. [10]

A Handelsblatt Ranking 2014, amely az egyik legrelevánsabb németországi üzleti adminisztrációs rangsor, az egyetem Business Administration Tanszékét a legjobb 25 közé sorolta a német nyelvterületen Európában.

## Szolgáltatások
Az egyetemen a hallgatók rendelkezésére áll egy nagy központi és több kisebb menza, egy pizzéria, egy bank, egy könyvesbolt és számos egyéb üzlet. A nyílt hozzáférésű Egyetemi Könyvtár modern online katalógusával és kölcsönzési rendszerével több mint 3,15 millió könyvet és folyóiratot őriz. Minden hallgató PIN kódot kap a számítógépekhez, amely ingyenes hozzáférést biztosít az e-mail-szolgáltatásokhoz és az internethez az egyetem összes számítógéptermében. A hallgatók az egyetem Számítástechnikai Központja által nyújtott szolgáltatásokhoz is hozzáférhetnek az egyetem több mint 20 számítógépes alközpontja valamelyikében és a legtöbb kollégiumban.
A diákotthonok, amelyek közül több en speciális igényű diákokat szolgálnak ki, az egyetem közvetlen közelében, valamint magában a városközpontban találhatók.
Oktatófunkciója mellett az egyetem számos tanórán kívüli tevékenységet is ösztönöz. Különféle kórusok, zenei együttesek és művészeti kiállítások (rajzok, nyomatok, szobrok és fényképek) tanúskodnak az egyetem dinamikus kulturális életéről. Évente több mint tíz diákszínjátszó csoport állítja színpadra produkcióit az egyetem színházában. A jól felszerelt audiovizuális stúdiók a film- és zenei gyártás iránt érdeklődő hallgatókat szolgálják.
A sportközpont szabadidős kurzusokat biztosít a diákok számára az aikidótól a capoeiráig, a kajakozástól a röplabdáig.
Az Egyetem Nemzetközi Irodája jól kidolgozott orientációs és integrációs programokat kínál a soknemzetiségű hallgatóknak.

## Látványosság
- Botanischer Garten der Universität Regensburg, az egyetem botanikus kertje

## Partneregyetemek
Az egyetem jelenleg több mint 130 európai akadémiai intézménnyel tart kapcsolatot. A partneregyetemek száma Közép- és Kelet-Európa országaiban, Cipruson és a balti államokban folyamatosan nőtt a társult országok programjának elindítása óta. Az egyetemnek jelenleg több mint 20 partnere van ezekben az országokban. A diákok kedvenc úticélja mindig is Nagy-Britannia, amelyet Franciaország, Olaszország és Spanyolország követ. A japán Kanazawai Egyetem és a szöuli Koreai Egyetem lehetőséget biztosít a regensburgi hallgatók számára, hogy angol nyelvű oktatási programokban vegyenek részt, – nyelvi képzettségüktől függően – akár maguk is tanárként. Két latin-amerikai egyetem, az Andok Egyetem, Mérida, Venezuela és az Universidad de Guanajuato, Mexikó, több egyetemi helyet biztosít a német hallgatóknak.

## Nevezetes személyek
- Hacki Tamás magyar füttyművész 1992 óta egyetemi tanár az Orvostudományi Karon
- Joseph Ratzinger, oktató, teológia, 1969–1977
- Theophilos Kuriakose, a Szír malankara ortodox egyház püspöke, öregdiák, teológia, 2001
- Benjamin Appl (született 1982), német–brit lírai bariton
- Elli Erl, öregdiák, sport és orvostudomány, 2005
- JS Heinrich, a 19. században az ásványtan professzora, aki a foszforeszcenciát tanulmányozta
- II. Jeronymos athéni érsek, öregdiák, teológia, 1978
- Werner Jeanrond, öregdiák, teológia, 1979
- Hans Joachim Schellnhuber, öregdiák, elméleti fizika, 1980
- Udo Steiner, közjogi tanár
- Karl Stetter, mikrobiológia oktató, 2002
- Edmund Stoiber, öregdiák, büntetőjog, 1971
- Wolfgang Wiegard, közgazdasági kar, 1999
- Thomas FA Whitfield, tudós, feltaláló
- Micael Kalu Ukpong, az Umuai Római Katolikus Egyházmegye segédpüspöke

## Fordítás
Ez a szócikk részben vagy egészben  az   University of Regensburg című angol Wikipédia-szócikk ezen változatának fordításán alapul.  Az eredeti cikk szerkesztőit annak laptörténete sorolja fel. Ez a jelzés csupán a megfogalmazás eredetét és a szerzői jogokat jelzi, nem szolgál a cikkben szereplő információk forrásmegjelöléseként.